# Eenvoudig Communiceren
Eenvoudig Communiceren is een Nederlandse uitgeverij gespecialiseerd in uitgaves in makkelijk te begrijpen taal. De uitgeverij richt zich op laaggeletterde jongeren en volwassenen en maakt boeken en kranten in eenvoudig Nederlands. 
Uitgeverij Eenvoudig Communiceren is in 1994 opgericht door uitgever Ralf Beekveldt. De eerste uitgave, De Okee-krant, richtte zich op volwassen lezers met een verstandelijke beperking. 

## Kranten
Na het verschijnen van de Okee-krant ontwikkelde de uitgeverij meer kranten in eenvoudige taal: de Start!-krant (voor anderstaligen die Nederlands als tweede taal leren), Basic, Werkze en de PrO-krant (voor jongeren). 

## Boeken
Eenvoudig Communiceren geeft ook boeken uit in makkelijke taal. Sommige boeken - zoals de jeugdboeken van schrijfster Marian Hoefnagel - zijn direct in eenvoudig Nederlands geschreven, andere boeken zijn eenvoudige versies van eerder verschenen romans. De uitgeverij zorgt in dat geval voor een hertaling van het oorspronkelijke werk in beter te begrijpen taal; zo hertaalde Eenvoudig Communiceren de roman Het Diner van auteur Herman Koch, en De voorlezer van Bernhard Schlink.
De boekenserie Leeslicht won in 2009 een Nationale Alfabetiseringsprijs van Stichting Lezen & Schrijven in de categorie Leesbevordering.